# Critérium du Dauphiné Libéré 2009
61. edycja wyścigu kolarskiego Critérium du Dauphiné Libéré odbyła się w dniach 7 - 14 czerwca 2009. Wyścig, który rozpoczął się w Nancy, a zakończył w Grenoble liczył 1027,5 km.
Wygrał, po raz drugi z rzędu Hiszpan Alejandro Valverde, reprezentujący grupę Caisse d'Epargne. Bardzo dobrze w wyścigu zaprezentował się jeden z dwóch Polaków - Sylwester Szmyd z grupy Liquigas, który wygrał górski etap do Mont Ventoux, przez jeden etap był liderem klasyfikacji górskiej, a na mecie w klasyfikacji generalnej zajął 12. miejsce. Drugi, startujący  polski zawodnik Maciej Bodnar, ukończył wyścig na dalszym miejscu.

## Etapy
| Etap | Trasa                               | Dystans | Typ    | Data       |
| ---- | ----------------------------------- | ------- | ------ | ---------- |
| 1    | Nancy                               | 12,5 km | ITT    | 7 czerwca  |
| 2    | Nancy - Dijon                       | 228 km  | płaski | 8 czerwca  |
| 3    | Tournus - Saint-Étienne             | 182 km  | płaski | 9 czerwca  |
| 4    | Bourg-lès-Valence - Valence         | 42,4 km | ITT    | 10 czerwca |
| 5    | Valence - Mont Ventoux              | 154 km  | górski | 11 czerwca |
| 6    | Gap - Briançon                      | 106 km  | górski | 12 czerwca |
| 7    | Briançon - Saint-François-Longchamp | 157 km  | górski | 13 czerwca |
| 8    | Faverges - Grenoble                 | 146 km  | górski | 14 czerwca |

## Wyniki etapów

### Etap 1 (Prolog) – 07.06:Nancy, 12,1 km (ITT)
| Lp. | Zawodnik           | Zespół | Czas    |
| --- | ------------------ | ------ | ------- |
| 1   | Cadel Evans        | SIL    | 15' 36" |
| 2   | Alberto Contador   | AST    | + 08"   |
| 3   | Alejandro Valverde | GCE    | + 23"   |

| Lp. | Zawodnik           | Zespół | Czas    |
| --- | ------------------ | ------ | ------- |
| 1   | Cadel Evans        | SIL    | 15' 36" |
| 2   | Alberto Contador   | AST    | + 08"   |
| 3   | Alejandro Valverde | GCE    | + 23"   |

### Etap 2 – 8.06: Nancy -Dijon, 228 km
| Lp. | Zawodnik      | Zespół | Czas         |
| --- | ------------- | ------ | ------------ |
| 1   | Angelo Furlan | LAM    | 5h 35' 04"   |
| 2   | Markus Zberg  | BMC    | ten sam czas |
| 3   | Tom Boonen    | QSI    | ten sam czas |

| Lp. | Zawodnik           | Zespół | Czas       |
| --- | ------------------ | ------ | ---------- |
| 1   | Cadel Evans        | SIL    | 5h 50' 40" |
| 2   | Alberto Contador   | AST    | + 08"      |
| 3   | Alejandro Valverde | GCE    | + 23"      |

### Etap 3 – 09.06:Tournus-Saint-Étienne, 182 km
| Lp. | Zawodnik       | Zespół | Czas         |
| --- | -------------- | ------ | ------------ |
| 1   | Niki Terpstra  | MRM    | 4h 32' 34"   |
| 2   | Ludovic Turpin | ALM    | ten sam czas |
| 3   | Jurij Trofimow | BBO    | ten sam czas |

| Lp. | Zawodnik       | Zespół | Czas        |
| --- | -------------- | ------ | ----------- |
| 1   | Niki Terpstra  | MRM    | 10h 23' 45" |
| 2   | Ludovic Turpin | ALM    | + 26"       |
| 3   | Jurij Trofimow | BBO    | + 27"       |

### Etap 4 – 10.06:Bourg-lès-Valence-Valence, 42,4 km (ITT)
| Lp. | Zawodnik     | Zespół | Czas    |
| --- | ------------ | ------ | ------- |
| 1   | Bert Grabsch | THR    | 51' 26" |
| 2   | Cadel Evans  | SIL    | + 7"    |
| 3   | David Millar | GRM    | + 39"   |

| Lp. | Zawodnik         | Zespół | Czas        |
| --- | ---------------- | ------ | ----------- |
| 1   | Cadel Evans      | SIL    | 11h 16' 19" |
| 2   | Alberto Contador | AST    | + 45"       |
| 3   | Bert Grabsch     | THR    | + 48"       |

### Etap 5 – 11.06: Valence -Mont Ventoux, 154 km
| Lp. | Zawodnik           | Zespół | Czas         |
| --- | ------------------ | ------ | ------------ |
| 1   | Sylwester Szmyd    | LIQ    | 4h 05' 04"   |
| 2   | Alejandro Valverde | GCE    | ten sam czas |
| 3   | Haimar Zubeldia    | AST    | + 1' 14"     |

| Lp. | Zawodnik           | Zespół | Czas        |
| --- | ------------------ | ------ | ----------- |
| 1   | Alejandro Valverde | GCE    | 15h 23' 17" |
| 2   | Cadel Evans        | SIL    | + 16"       |
| 3   | Alberto Contador   | AST    | + 1' 04"    |

### Etap 6 – 12.06:Gap-Briançon, 106 km
| Lp. | Zawodnik            | Zespół | Czas       |
| --- | ------------------- | ------ | ---------- |
| 1   | Pierrick Fédrigo    | BBO    | 4h 05' 04" |
| 2   | Jurgen Van de Walle | QSI    | + 4"       |
| 3   | Stéphane Goubert    | ALM    | + 5"       |

| Lp. | Zawodnik           | Zespół | Czas        |
| --- | ------------------ | ------ | ----------- |
| 1   | Alejandro Valverde | GCE    | 18h 15' 46" |
| 2   | Cadel Evans        | SIL    | + 16"       |
| 3   | Alberto Contador   | AST    | + 1' 04"    |

### Etap 7 – 13.06: Briançon -Saint-François-Longchamp, 157 km
| Lp. | Zawodnik        | Zespół | Czas       |
| --- | --------------- | ------ | ---------- |
| 1   | David Moncoutié | COF    | 4h 44' 26" |
| 2   | Robert Gesink   | RAB    | + 41"      |
| 3   | Cadel Evans     | SIL    | + 41"      |

| Lp. | Zawodnik           | Zespół | Czas        |
| --- | ------------------ | ------ | ----------- |
| 1   | Alejandro Valverde | GCE    | 23h 00' 56" |
| 2   | Cadel Evans        | SIL    | + 16"       |
| 3   | Alberto Contador   | AST    | + 1' 18"    |

### Etap 8 – 14.05:Faverges-Grenoble, 146 km
| Lp. | Zawodnik       | Zespół | Czas         |
| --- | -------------- | ------ | ------------ |
| 1   | Stef Clement   | RAB    | 4h 44' 26"   |
| 2   | Timmy Duggan   | GRM    | ten sam czas |
| 3   | Sébastien Joly | FDJ    | + 2"         |

| Lp. | Zawodnik           | Zespół | Czas        |
| --- | ------------------ | ------ | ----------- |
| 1   | Alejandro Valverde | GCE    | 26h 33' 15" |
| 2   | Cadel Evans        | SIL    | + 16"       |
| 3   | Alberto Contador   | AST    | + 1' 18"    |

## Końcowa klasyfikacja generalna (top 10)
| Lp. | Zawodnik            | Zespół | Czas        |
| --- | ------------------- | ------ | ----------- |
| 1   | Alejandro Valverde  | GCE    | 26h 33' 15" |
| 2   | Cadel Evans         | SIL    | + 16"       |
| 3   | Alberto Contador    | AST    | + 1' 18"    |
| 4   | Robert Gesink       | RAB    | + 2' 41"    |
| 5   | Mikel Astarloza     | EUS    | + 3' 40"    |
| 6   | Jacob Fuglsang      | SAX    | + 4' 08"    |
| 7   | Vincenzo Nibali     | LIQ    | + 4' 21"    |
| 8   | Haimar Zubeldia     | AST    | + 5' 05"    |
| 9   | David Millar        | GRM    | + 5' 28"    |
| 10  | Christophe Le Mével | FDJ    | + 6' 19"    |
| 12  | Sylwester Szmyd     | LIQ    | + 6' 59"    |

## Liderzy wyścigu
| Etap                 | Zwycięzca            | Klasyfikacja generalna | Klasyfikacja górska | Klasyfikacja punktowa | Klasyfikacja drużynowa  |
| -------------------- | -------------------- | ---------------------- | ------------------- | --------------------- | ----------------------- |
| 1                    | Cadel Evans          | Cadel Evans            | Cadel Evans         | Cadel Evans           | Silence-Lotto           |
| 2                    | Angelo Furlan        | Cadel Evans            | Alexandre Pichot    | Cadel Evans           | Silence-Lotto           |
| 3                    | Niki Terpstra        | Niki Terpstra          | Rémi Pauriol        | Niki Terpstra         | Team Milram             |
| 4                    | Bert Grabsch         | Cadel Evans            | Rémi Pauriol        | Cadel Evans           | Team Columbia-High Road |
| 5                    | Sylwester Szmyd      | Alejandro Valverde     | Sylwester Szmyd     | Cadel Evans           | Team Astana             |
| 6                    | Pierrick Fédrigo     | Alejandro Valverde     | Pierrick Fédrigo    | Cadel Evans           | Team Astana             |
| 7                    | David Moncoutié      | Alejandro Valverde     | Pierrick Fédrigo    | Cadel Evans           | Team Astana             |
| 8                    | Stef Clement         | Alejandro Valverde     | Pierrick Fédrigo    | Cadel Evans           | Team Astana             |
| Klasyfikacja końcowa | Klasyfikacja końcowa | Alejandro Valverde     | Pierrick Fédrigo    | Cadel Evans           | Team Astana             |